# La Cartoucherie
Pour les articles homonymes, voir Cartoucherie de Toulouse.
Résidence
La Cartoucherie est un ancien lieu de fabrication d'armement et de poudres, situé dans le bois de Vincennes du 12e arrondissement de Paris, qui a été reconverti par Ariane Mnouchkine en 1970 en lieu de création théâtrale.
Ariane Mnouchkine s'installe dans l'ancienne cartoucherie avec la troupe du Théâtre du Soleil : les locaux du « théâtre du Soleil » sont alors aménagés.
D'autres troupes rejoignent progressivement les lieux.
L'ensemble architectural comporte désormais plusieurs salles de théâtre qui cohabitent, notamment le théâtre du Soleil, le théâtre de l'Épée de Bois, le théâtre du Chaudron devenu le Centre de développement chorégraphique (CDC), le théâtre de l'Aquarium, le théâtre de la Tempête.
En quelques décennies, la Cartoucherie est ainsi devenue synonyme de « Mnouchkine », et un haut lieu du théâtre à vocation populaire.

## Historique
La cartoucherie initiale — la fabrique d'armement et de munitions — est construite en 1874, en remplacement d'un atelier de poudres qui se trouvait dans la ville voisine de Saint-Mandé et avait été détruit par une explosion en 1871 : l'édification du nouvel atelier se fait dans le bois de Vincennes, sur un terrain de 22 hectares loué par les services de l'artillerie de l'armée française à la ville de Paris. L'activité industrielle de la cartoucherie cesse au bout d'environ soixante-dix ans, à la fin des années 1940, à la suite d'une convention signée en 1947 entre le ministère des Armées et la ville de Paris, décidant de la démilitarisation du bois de Vincennes.
Certains bâtiments désaffectés sont finalement transformés en théâtre en 1970. À l'époque, le lieu est sans électricité ni chauffage ; la jeune troupe du Théâtre du Soleil — troupe fondée en 1964 par Ariane Mnouchkine et d'autres comédiens et metteurs en scène, dont l'acteur Philippe Léotard — y fait une répétition avant de le remettre à neuf et de s'y installer durablement.
Puis, au fur et à mesure de l'arrivée de nouvelles troupes, d'autres locaux de l'ancienne cartoucherie sont aussi transformés en salles de théâtre et d'accueil du public. Le complexe destiné au théâtre prend naturellement le nom de « Cartoucherie », en référence à son ancienne affectation, enseigne qui figure encore sur le portail d'entrée.

## Théâtres et structures accueillis à la Cartoucherie
- Le théâtre de l'Aquarium dirigé par : 

Plan de La Cartoucherie.

  - Jean-Louis Benoît, Didier Bezace et/ou Jacques Nichet (déménagement à la Cartoucherie, 1972-2001) ;
  - Julie Brochen (2002-2008) ;
  - François Rancillac (2009-2019) ;
  - Marion Bois, Jeanne Candel et Élaine Méric (depuis 2019)[4],[5].

- Le théâtre de la Tempête dirigé par : 
  - Huguette Faget et Jacques Derlon (1973-1996) ;
  - Philippe Adrien (1996-1997) ;
  - Clément Poirée (depuis 1997)[6].

- Le théâtre de l'Épée de Bois dirigé par : 
  - Antonio Díaz-Florián (déménagement à la Cartoucherie, depuis 1972).

- Le théâtre du Soleil dirigé par : 
  - Ariane Mnouchkine (depuis 1964).

- Le théâtre du Chaudron dirigé par :
  - Anne-Marie Choisne (1972-2011), devenu ensuite le CDC.
- Le CDC (Centre de développement chorégraphique) - Atelier de Paris dirigé par :
  - Carolyn Carlson (depuis 2011).
- L'« ARTA », Atelier de recherche des traditions de l'acteur (1988-)[7].
- L'Atelier de recherche et de réalisation théâtrale.
- La Maison des Enfants, école primaire d'éducation alternative, dite du « 3e type »[8].

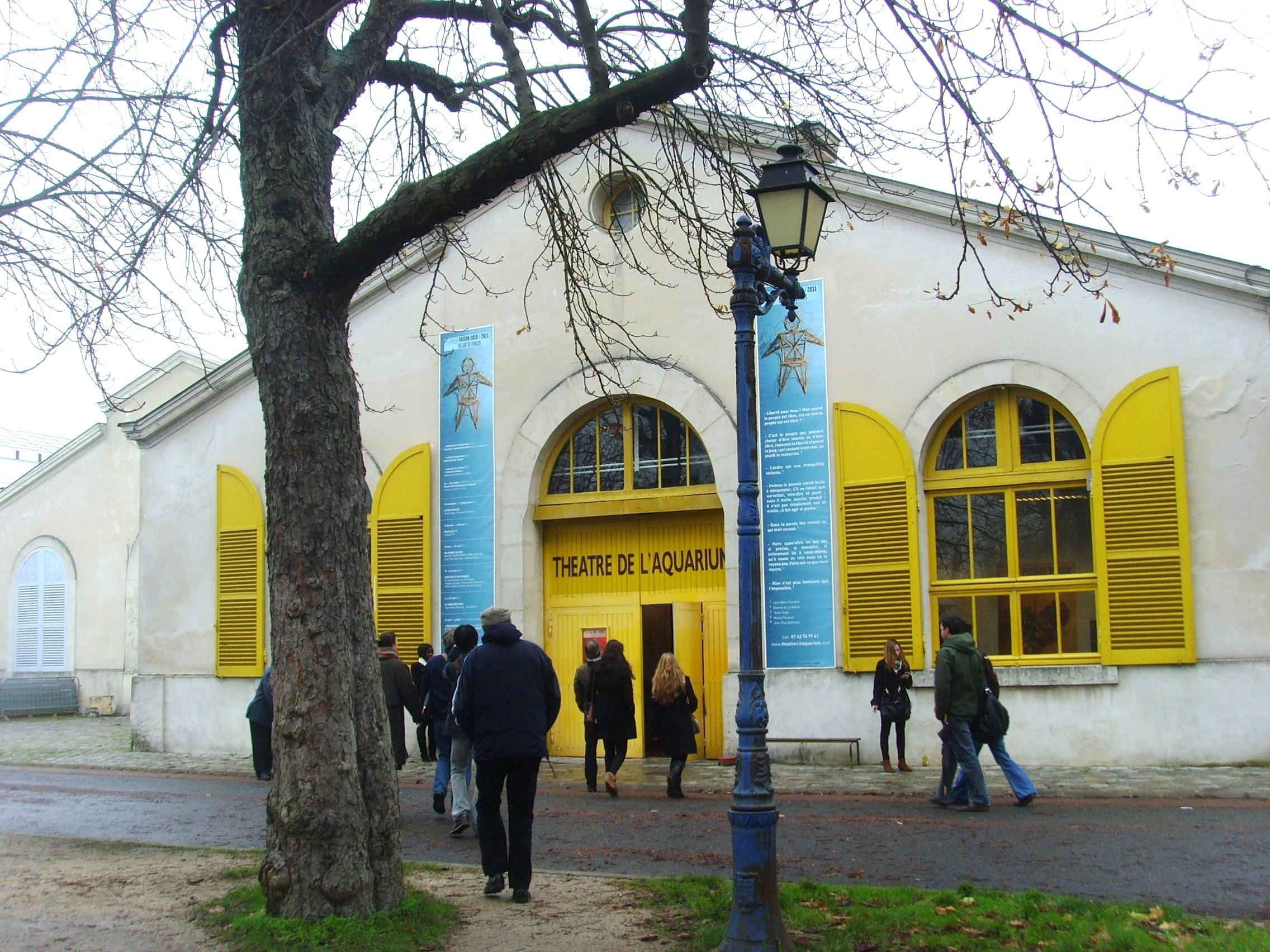
Le théâtre de l'Aquarium.
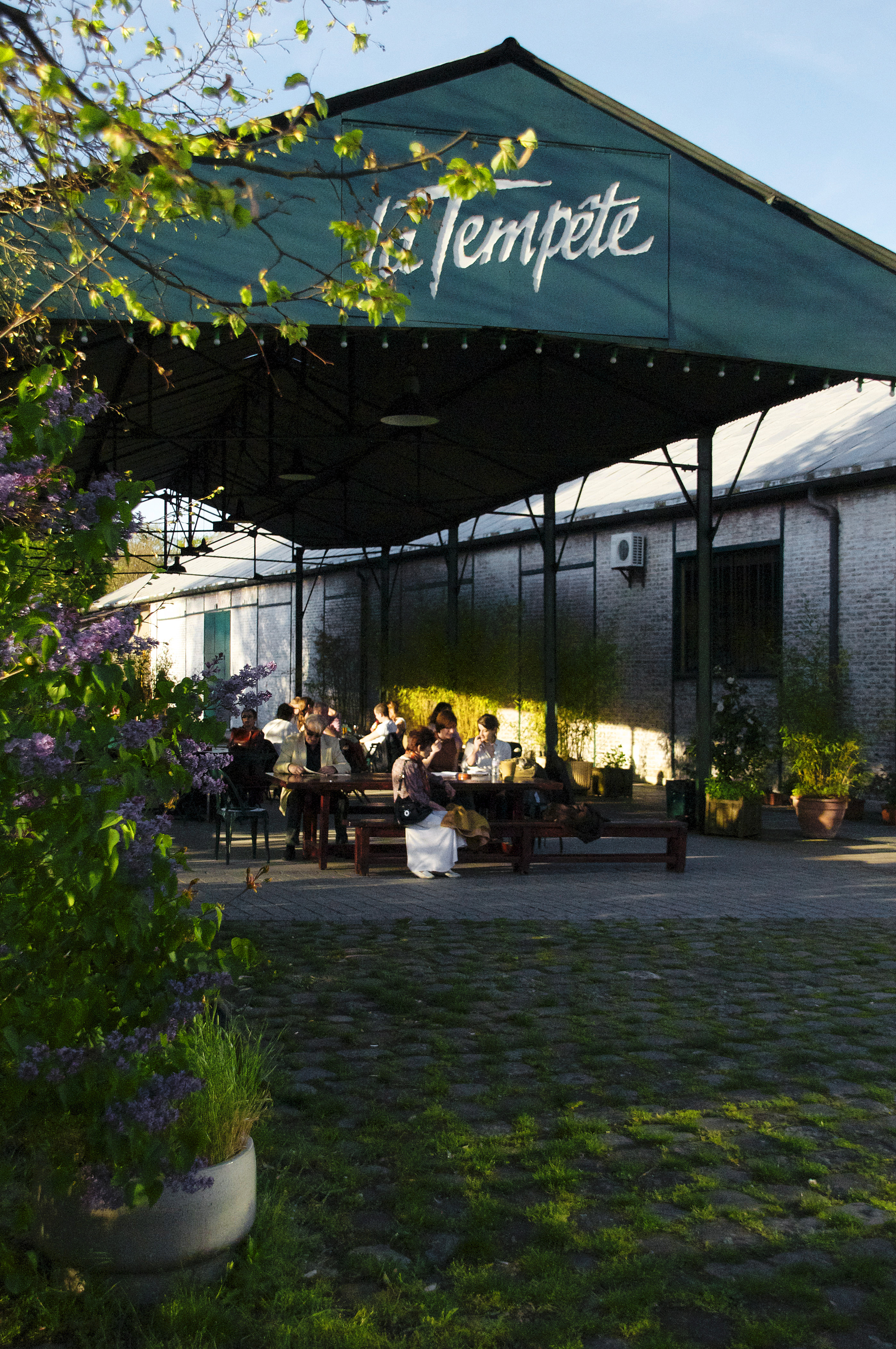
Le théâtre de la Tempête.
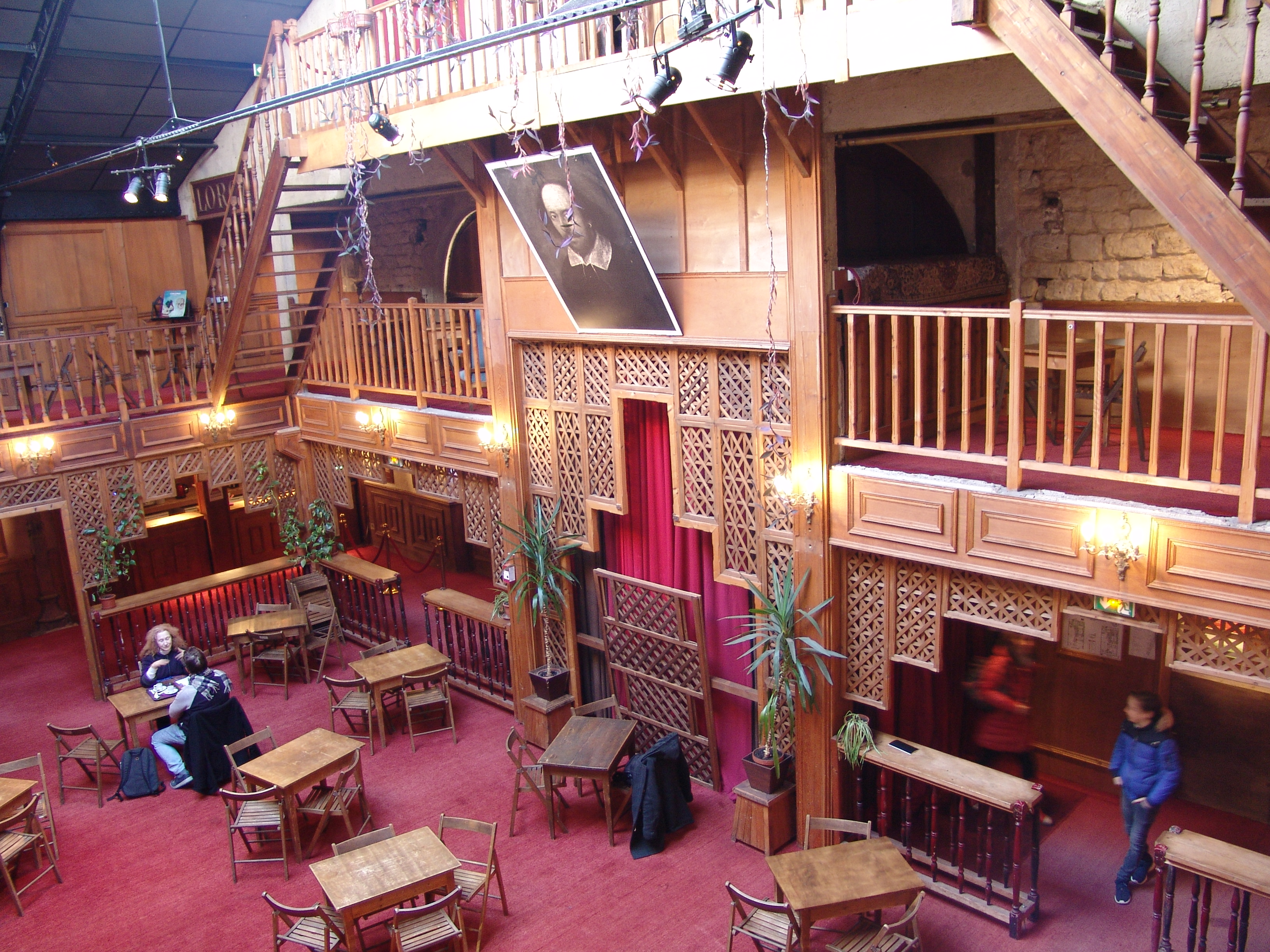
Le hall du théâtre de l'Épée de Bois.